# 小行星3885
小行星3885（3885 Bogorodskij）是一颗绕太阳运转的小行星，为主小行星带小行星。该小行星于1979年4月25日发现。

## 轨道参数
小行星3885的轨道半长轴为2.7544750 UA，离心率为0.073。